# Nemognatha peruviana
Nemognatha peruviana es una especie de coleóptero de la familia Meloidae.

## Distribución geográfica
Habita en Perú.